# O'Sheas

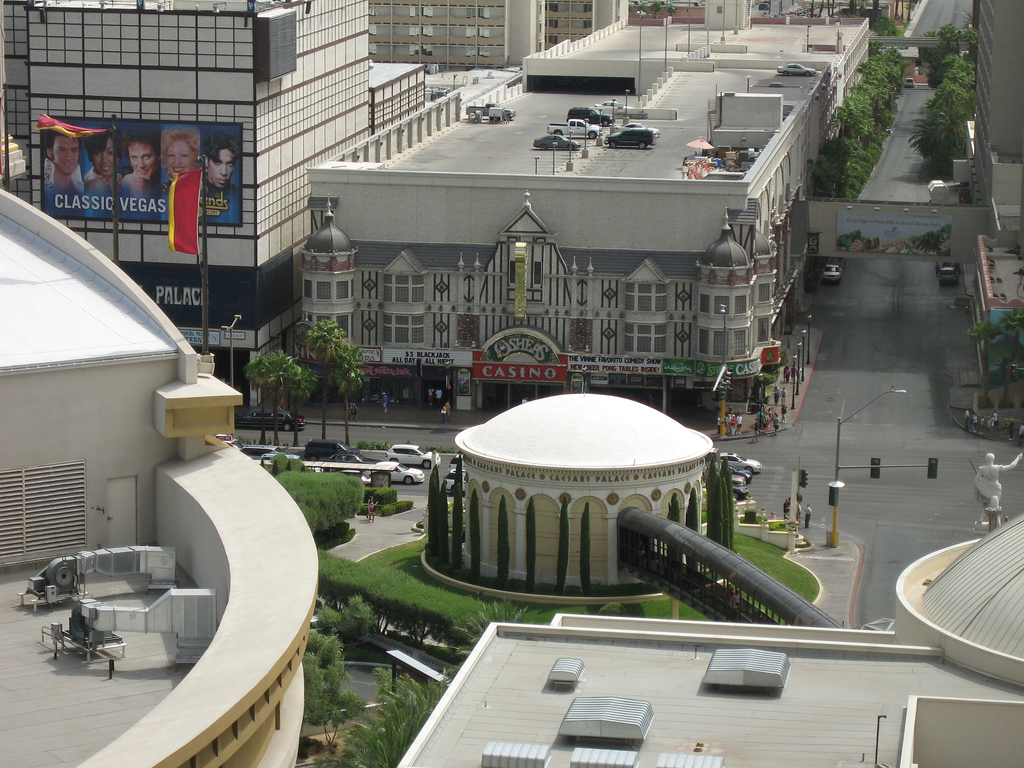
août 2007, Las Vegas, O'Sheas Casino, vu du Caesars Palace (Las Vegas)

O'Sheas Casino est un casino à thème irlandais situé dans The Linq Promenade, un quartier de divertissement en plein air sur le Strip de Las Vegas à Paradise, Nevada. O'Sheas a ouvert ses portes le 1er juillet 1989 et a fonctionné entre les complexes hôteliers Flamingo et Imperial Palace. L'emplacement d'origine comprenait un casino de 22 000 pieds carrés (2 000 mètres carrés).

## Histoire
La Hilton Nevada Corporation a posé la première pierre du casino O'Sheas le 7 septembre 1988. Le projet a été construit sur le Las Vegas Strip, au nord de l'hôtel-casino Flamingo Hilton de la société. O'Sheas a été construit sur un terrain utilisé comme parking pour les bus touristiques. Les responsables de Hilton ont été surpris d'apprendre qu'ils possédaient le terrain et ont entrepris de construire O'Sheas sur le site. Le bâtiment de cinq étages comprenait trois étages de places de parking.
O'Sheas a ouvert le 1er juillet 1989, et avait pour thème l'Irlande,. R. Duell & Associates de Los Angeles était le concepteur, et Rissman & Rissman de Las Vegas était l'architecte. O'Sheas était conçu pour ressembler à un pub irlandais, et comprenait des planchers en bois, du laiton, des artefacts irlandais et des designs muraux détaillés. Le casino comprenait également une cour de restauration.
Le casino a coûté 22 millions de dollars, et sa clientèle cible était les touristes à revenu moyen,. Contrairement à la plupart des casinos sur le Strip, O'Sheas ne faisait pas partie d'un complexe hôtelier et n'avait pas d'hôtel. Il était exploité en conjonction avec le Flamingo Hilton. La localisation d'O'Sheas entre le Flamingo Hilton et les complexes Imperial Palace signifiait que de nombreux piétons contournaient simplement le petit casino, qui a perdu environ 2 millions de dollars au cours de ses six premiers mois. Il a licencié environ 60 employés en janvier 1990 et a annoncé un accord pour que le Flamingo Hilton reprenne les opérations. À la fin de l'année, Hilton a annoncé qu'il donnerait un relooking au casino et le renommerait Bugsy's, d'après le développeur du Flamingo, Bugsy Siegel. O'Sheas a finalement conservé son nom d'origine et est devenu un succès,.
O'Sheas apparaît brièvement dans le film de 1997 Vegas Vacation, lorsque le personnage Rusty Griswold gagne une voiture grâce à une machine à sous à l'extérieur du casino,.
Le 26 février 2000, O'Sheas a figuré dans l'édition 2001 du Livre Guinness des records en ayant 220 clients contribuer à la plus grande foule participant à un toast national. Le Great Guinness Toast, comme il est appelé, a été comptabilisé au niveau national comme ayant 320 470 participants, battant le record de l'année précédente de 197 846 participants.
Une salle de poker a été ajoutée en 2007, dans le cadre de travaux de rénovation.